# Nagoerskaja

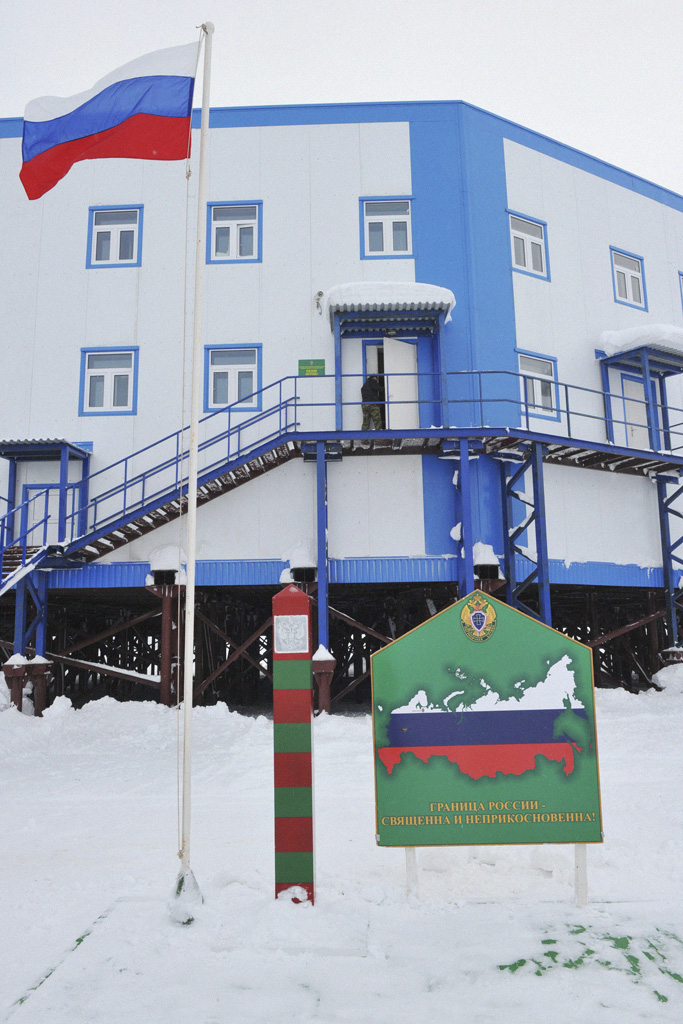
Grenspost Nagoerskaja

Nagoerskaja (Russisch: Нагурская), tot 2004 Nagoerskoje (Нагурское), is een Russische grenspost, poolstation en vliegveld op Alexandraland, een eiland van Frans Jozefland (onderdeel van de oblast Archangelsk) en de noordelijkste bewoonde plaats van Europa (1350 kilometer ten noorden van Moermansk). Het is de enige bewoonde plaats op de eilanden en ligt zeer geïsoleerd. Het station is onderdeel van de grenszone, die wordt bewaakt door de FSB en is als zodanig verboden gebied.

## Voorzieningen
De basis bestaat uit een aantal barakken en een groot nieuw complex bij het vliegveld. Er bevindt zich verder een klein schoolgebouw en een kleine houten kerk. Het station heeft alleen een radioverbinding over de korte golf en geen radio- of tv-aansluiting.
Het vliegveld wordt onderhouden door ongeveer 30 soldaten. Het wordt onder andere gebruikt voor Antonov An-26's, Antonov An-72's en Mil Mi-8's. Het vliegveld wordt gevechtsklaar gehouden, maar gemiddeld vliegt er slechts 1 vliegtuig per maand naar het vliegveld. De meeste voorraden worden per ijsbreker naar het eiland vervoerd.

## Geschiedenis
Tijdens de Tweede Wereldoorlog werd in 1943 een geheim weerstation gebouwd door de Duitsers op het eiland, genaamd Wetterstation Schatzgräber. Dit weerstation werd in 1944 weer geëvacueerd nadat de bemanning berenvlees had gegeten dat besmet was met Trichinose.
Het Russische vliegveld werd opgezet in 1947 door een expeditie onder leiding van Ilja Mazoeroek (HVDSU) en is vernoemd naar de eerste Pools-Russische poolpiloot Jan Nagórski, die in 1914 voor het eerst over de eilandengroep vloog. Het vliegveld was bedoeld om bommenwerpers van te kunnen laten opstijgen naar de Verenigde Staten in het geval van een oorlog en stond onder het beheer van de Arctische Bestuursgroep (OGA) van de Russische Luchtmacht. Begin jaren 1960 werd een nederzetting en een poolstation gebouwd bij het vliegveld.' In de jaren 1980 bevond zich er een grenspost en een aantal meteorologen, zoölogen, geologen, een afdeling van de luchtafweer en van de Russische marine.
Op 23 december 1996 stortte een An-72-vrachtvliegtuig neer toen dit er probeerde te landen, wat mogelijk een van de noordelijkste vliegtuigneerstortingen ooit was. Alle 24 inzittenden overleefden het ongeluk.
In de jaren 1990 stortte door het uiteenvallen van de Sovjet-Unie ook het hele transportsysteem in de Noordelijke IJszee in en in 1997 verdween ook het hydrometeorologisch station bij Nagoerskaja, net als andere poolstations en een ander vliegveld op Frans Jozefland.
In 2004 herkreeg Rusland zijn aandacht voor het noordpoolgebied en werd er een gedenkteken geplaatst bij de basis, die moest vooruitwijzen naar de eerste 21e-eeuwse Russische basis voor het onderzoek in de Arctis. In de jaren daarna werd de basis fors uitgebreid: In 2006 werd een groot nieuw complex gebouwd (door het personeel van Nagoerskaja "atrium" genaamd) bij de luchthaven met daarbinnen een wintertuin. Ook werd het poolstation weer bemand met 16 wetenschappers en 6 meteorologen, waarmee het totale aantal personen op de basis op ongeveer 50 kwam. Waarschijnlijk houden de uitbreidingen en de ermee gepaard gaande grote investeringen ook verband met Ruslands wens om meer greep te krijgen op het noordpoolgebied (zoals ook Arktika 2007): In september 2008 kwam de Russische Veiligheidsraad (inclusief raadsvoorzitter Nikolaj Patroesjev, defensieminister Anatoli Serdjoekov en verkeersminister Igor Levitin) er samen om hierover te spreken met als uitkomst de uitspraak dat het poolgebied "Ruslands belangrijkste strategische basis voor natuurlijke hulpbronnen" moest worden en waarbij Patroesjev verklaarde: "Als we nu niet in actie komen, worden we simpelweg eruit gedrukt."
Er zijn plannen voor de aanleg van een haven en de uitbreiding van de landingsbaan om buitenlandse toeristen die naar de noordpool of Frans Jozefland willen beter van dienst te kunnen zijn.

## Klimaat
Het klimaat rondom Nagoerskaja is arctisch met lange strenge winters en zeer korte, koude en vochtige zomers. In de zomer ligt er circa twee weken geen sneeuw, noordelijker ligt er het hele jaar sneeuw. De gemiddelde jaartemperatuur bedraagt -11,8°C. Juli is met een gemiddelde temperatuur van 0,9°C het warmst en maart met een gemiddelde van -23°C het koudst. De hoogste temperatuur ooit gemeten was +13,8°C en de laagste ongeveer -54°C. Jaarlijks valt gemiddeld 295 mm neerslag. De wind waait voornamelijk uit zuidelijke richting met een snelheid van gemiddeld 5,6 meter per seconde. Van midden september tot midden juli wordt het eiland door sneeuw bedekt. Door de ligging op meer dan 1500 kilometer ten noorden van de noordpoolcirkel schijnt van 11 april tot 30 augustus de middernachtzon in Nagoerskaja. De winterse poolnacht duurt enkele maanden.

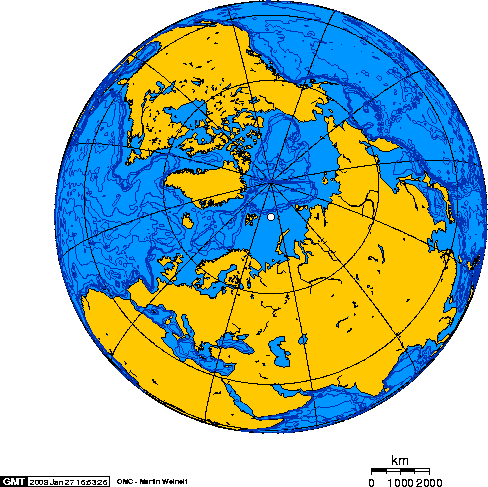
Orthografische projectie met Nagoerskaja in het centrum
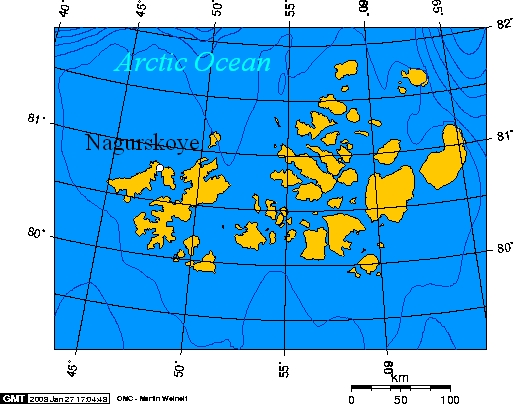
Positie van Nagoerskaja in Frans Jozefland